# Kukorica (növényfaj)

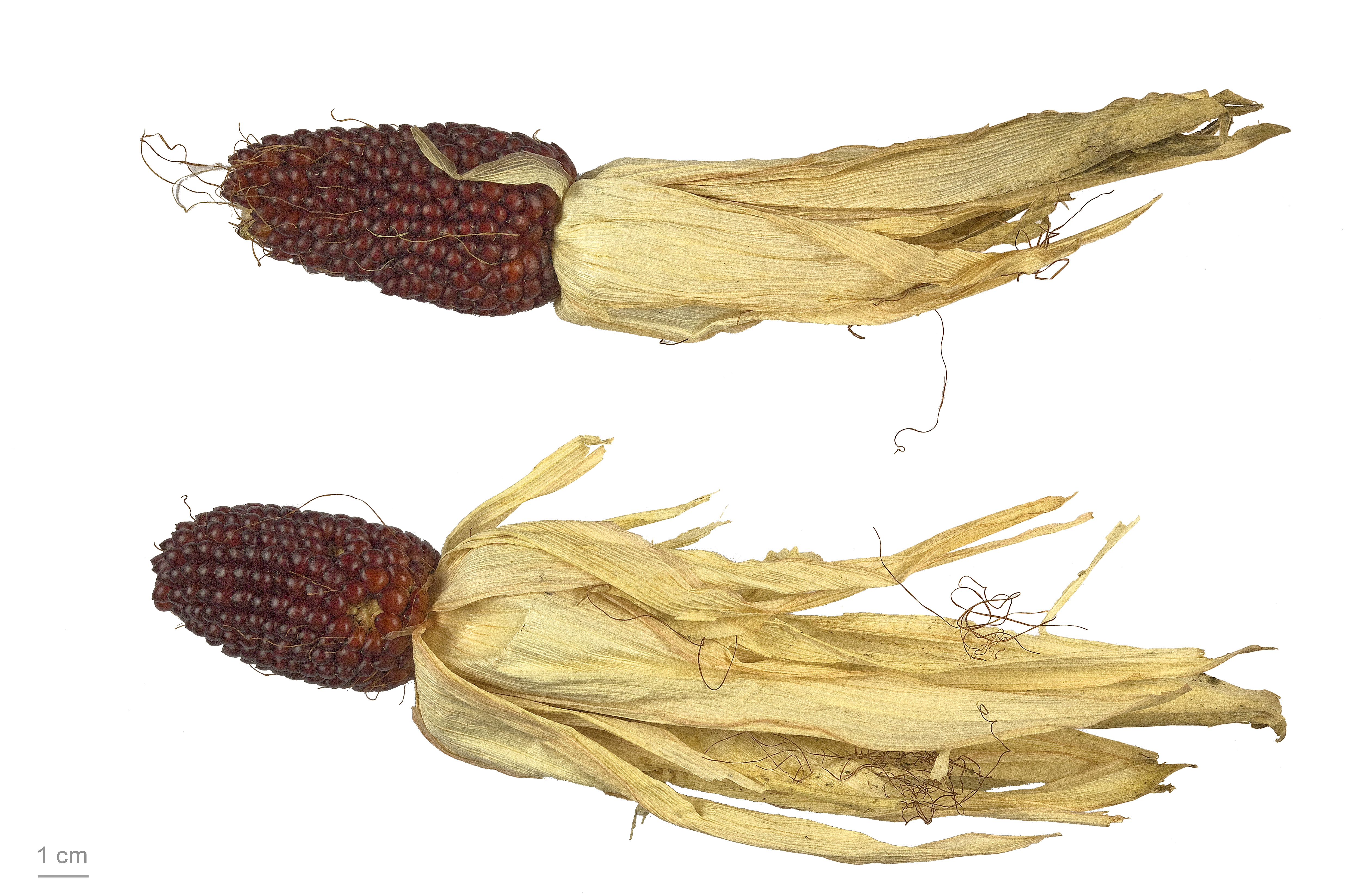
Zea mays fraise

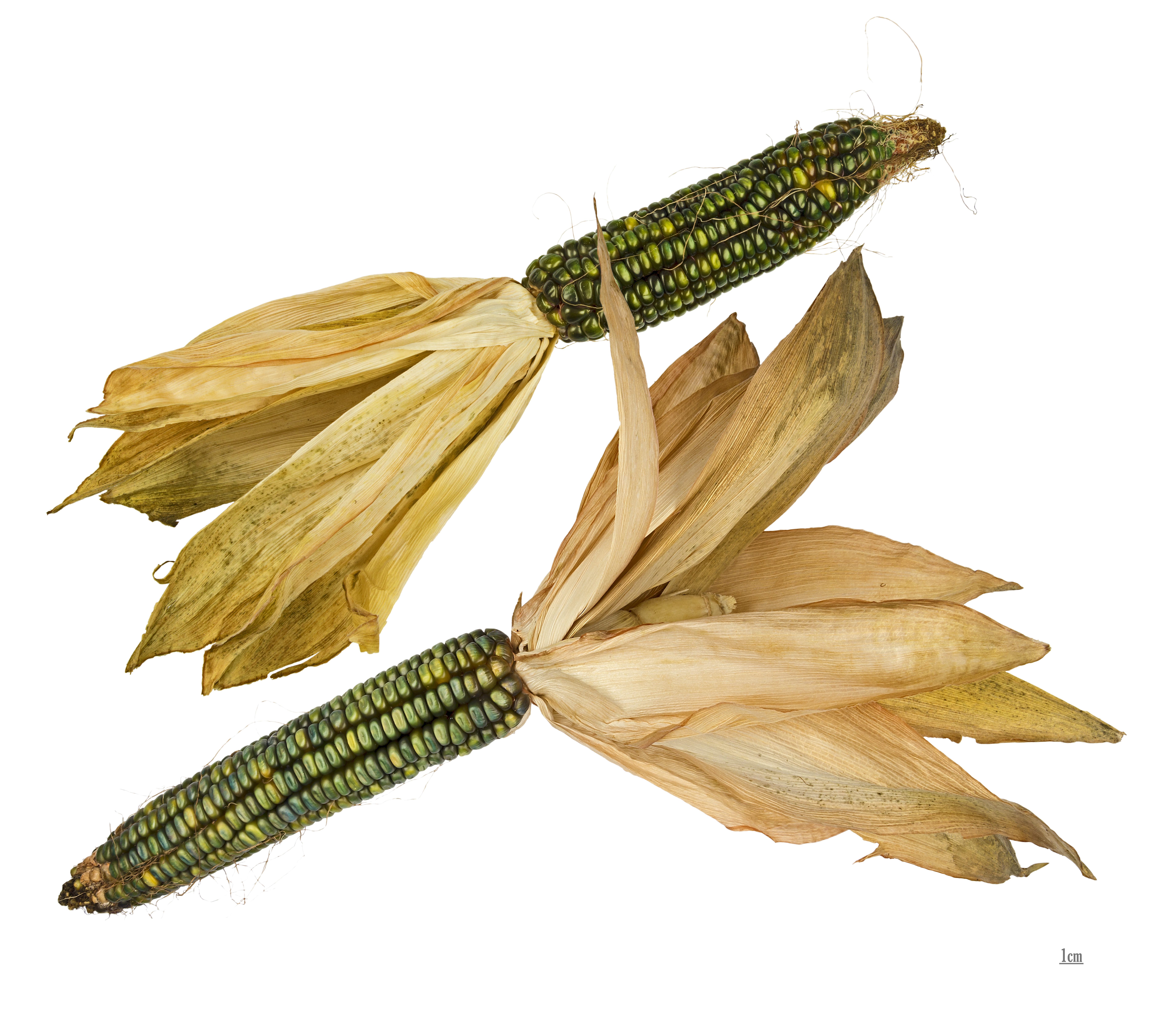
Zea mays 'Oaxacan Green'

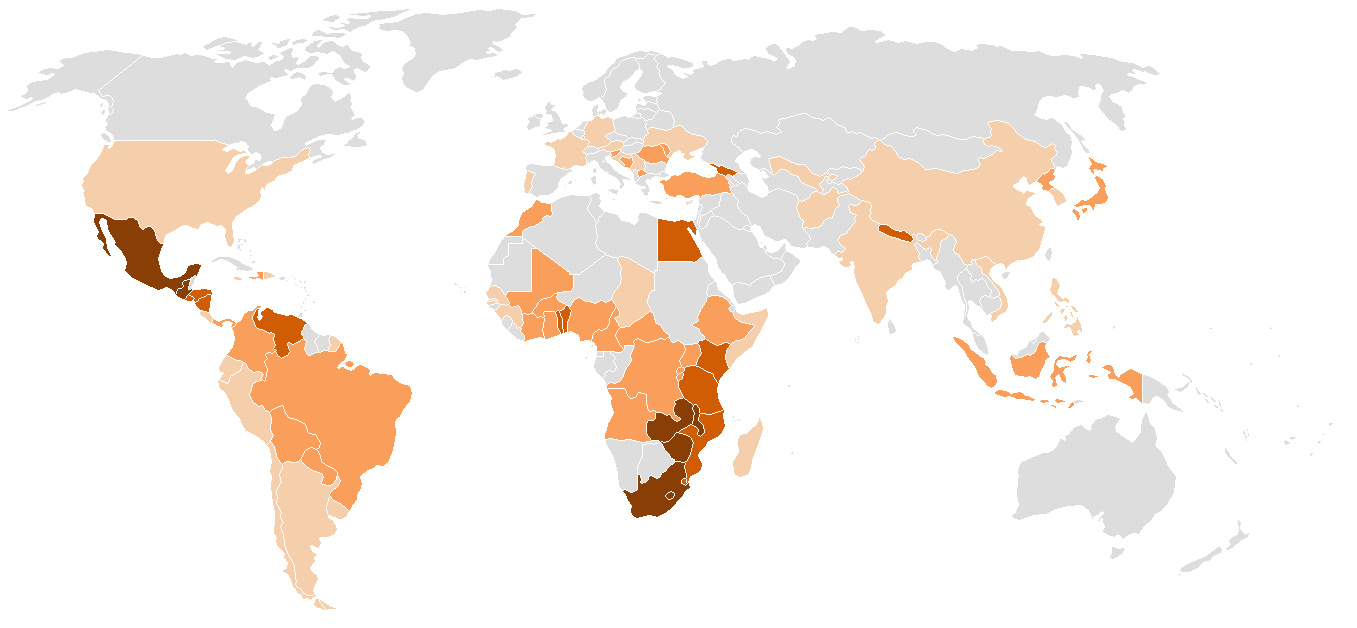
Étkeztetésben betöltött szerepe

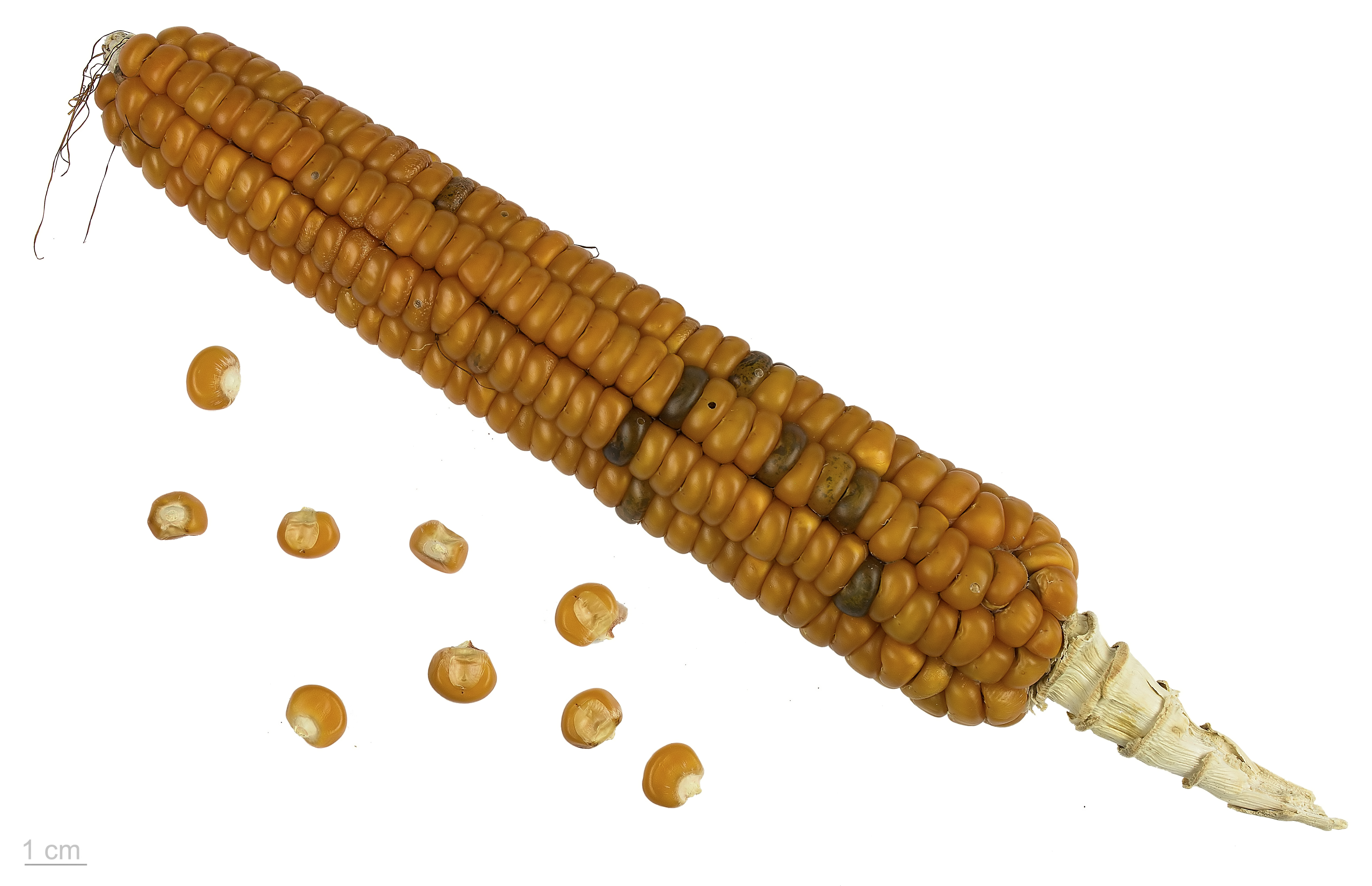
Zea mays 'Ottofile giallo Tortonese

A kukorica vagy népies nevein tengeri, törökbúza, málé (Zea mays) a perjefélék családjába tartozó, lágy szárú, egylaki, váltivarú, egynyári növény. Magassága akár három méter is lehet, általában a torzsavirágzatán fejlődő szemterméséért termesztjük. Amerikában őshonos, Európába Kolumbusz közvetítésével került. Onnan a 16. században a spanyol, portugál kereskedők vitték, terjesztették el Ázsiába, Afrikába. A hollandok, angolok kezdték termeszteni később Ausztráliában. Ma a legnagyobb területen termesztett szántóföldi növényünk.

## A kukorica eredete

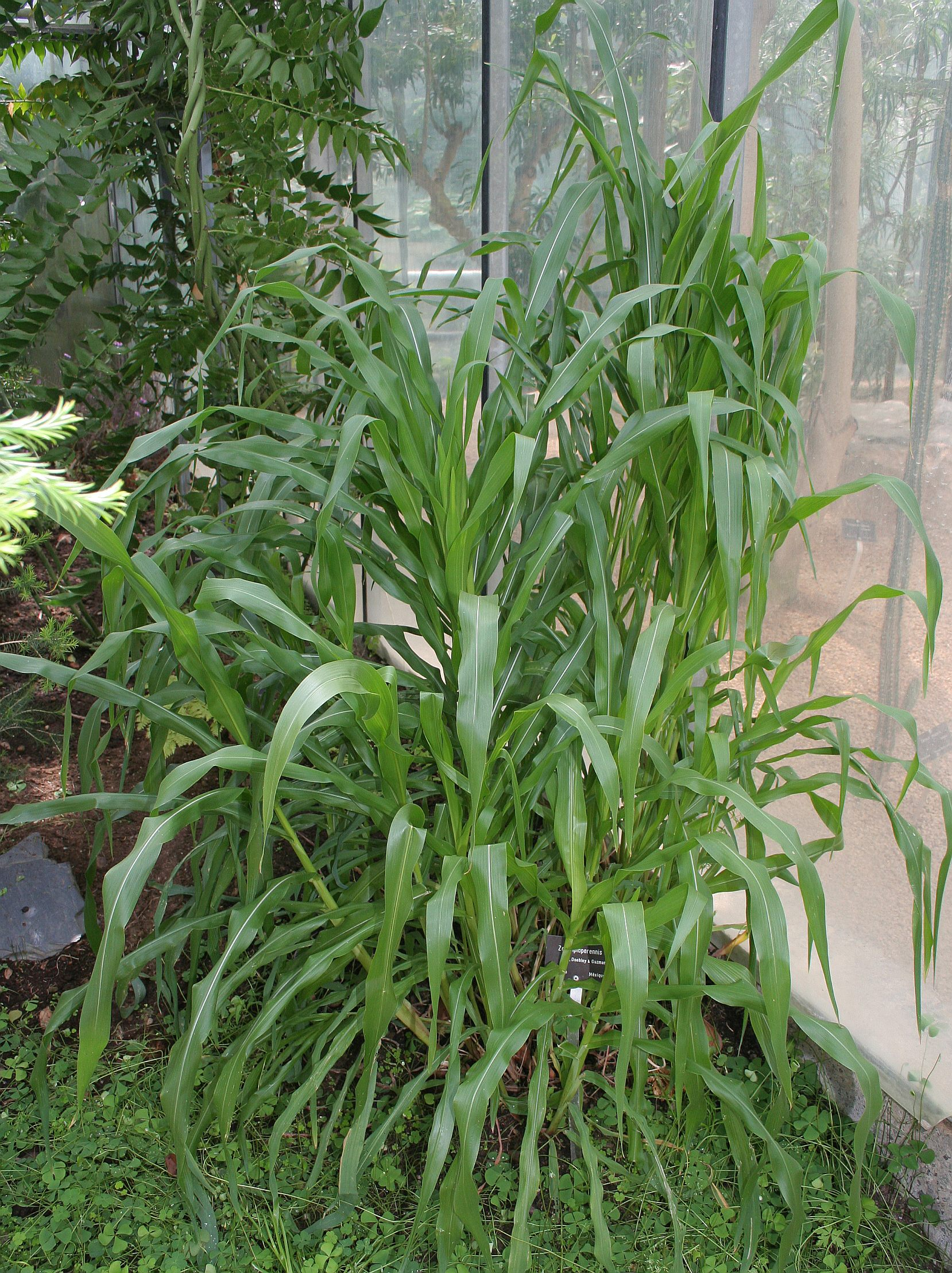
Zea diploperennis, vagyis évelő teozinte, a kukorica-ős státusz legvalószínűbb jelöltje

Ez a háziasított növény önmagában szaporodásra képtelen. Magjai nagyméretűek és túl sok van belőlük, ezért a lehulló magvakból kikelő csírák egymást fojtják meg. A termesztett kukorica minden ma létező fajtáját emberi tevékenység (nemesítés) hozta létre. A kukorica ősének tekintetében két alapvető elmélet létezik. Az egyik szerint a Mexikóban és Közép-Amerikában honos egynyári teozinte (Zea mexicana) nevű pázsitfűféle az őse. 1959-ben Paul C. Mangelsdorf ettől teljesen eltérő elméletet vetett fel, miszerint minden mai kukorica a pelyvás kukorica azóta kihalt vadon termő fajtájából jött létre. Ezen elmélet szerint az egynyári teozinte is a pelyvás kukorica és a tripsacum nevű pázsitfű hibridizációjával alakult ki. Mangelsdorf 1979-ben az évelő teozinte második faja (Zea diploperennis) felfedezésével módosította elméletét. Eszerint a mai kukoricák és az egynyári teozinte is a pelyvás kukorica és az évelő teozinte hibridizációjával alakult ki.
A mai kukoricák és az egynyári teozinte még mindig könnyen hibridizálhatók. Mindkettő 10 pár homológ kromoszómát tartalmaz. A hibridek termékenyek. Az évelő teozinték közül csak a Zea diploperennis diploid, a többi tetraploid. A tetraploid teozinte és a diploid kukorica hibridje kizárólag triploid lesz, és rendszerint terméketlen.
Az eddig talált legidősebb kukoricamaradványok a Teohuacán-völgy egyik barlangjából kerültek elő, és körülbelül hatezer évesek. A szemek pelyvásak és kis méretűek. A nagyszámú (25000-re tehető) kukoricalelet mellett eddig egyetlenegy teozinte-lelet sem került elő, ezért az egynyári teozinte elmélete nem bizonyítható. Richard S. MacNeish megfogalmazásában: „Egyetlen szem teozinte sincs, amelynél ne találhatnánk idősebb kukoricaszemet, így egyetlen bizonyíték sincs arra, hogy a teozinte fejlődött kukoricává”.

## Elnevezései és eredetük
A magyar kukorica szó valószínűleg a szerb és horvát kukuruz szóból származik, amelynek további eredete ismeretlen. Valószínűleg magyar közvetítéssel került a muravidéki (vend) nyelvbe kukurca néven. Ezt a nyelvet a szlovén dialektusai között tartják számon, amelyben azonban a koruza szó ismét horvát hatásra enged következtetni. A növényt egész Közép- és Kelet-Európában hasonlóan nevezik, pl.: ausztriai német Kukuruz, cseh kukuřice, lengyel kukurydza, orosz кукуруза (kukuruza), román nyelvjárási cucuruz, szlovák kukurica, ukrán кукурудза (kukurudza).
Származási helyét Kis-Ázsiának gondolták, mivel feltehetően onnét érkezett Közép-Európába, de John Gerard már 1597-ben tisztázta hogy a "törökbúza" származási helye Amerika.
A korábban elterjedt tengeri elnevezés a 16. század óta használt tengeri búza kifejezésből rövidült le a 19. században. Az elnevezés arra utal, hogy a növény a tengeren túlról került hozzánk. A növény másik gyakori régi neve a törökbúza volt, amelyet az erdélyi magyarok ma is használnak. E név onnan ered, hogy miután a spanyol kereskedők elterjesztették a növényt az Oszmán Birodalomban, az onnan jutott el a magyarlakta területekre.
Emellett korábban az indiai búza és szerecsenbúza nevek is előfordultak. Egyes más nyelveken a kukoricát szintén a „búza” vagy „gabona” névvel illetik, amelyhez - többnyire aszerint, hogy egykor melyik országból eredeztették - megkülönböztető jelzőt csatoltak, így például az angol nyelvterület jelentős részén Indian corn (rövidítve corn, eredetileg „indiai gabona” - ma már inkább „indián gabona” értelemben) a francia nyelvterület egy részén blé d'Espagne („spanyol gabona”), blé de Turquie („török gabona”) vagy blé d'Inde („indiai gabona”), olaszul pedig granturco („török búza”). Érdekes, hogy a „török búza” neve törökül misir, azaz „egyiptomi”.
A székely, kalotaszegi, bihari és bánsági nyelvjárásban a kukorica neve málé, csős, csöves, csöves-málé. Az erdélyi magyarok egyébként ugyanígy nevezik a kukoricalisztet („málé” vagy „máléliszt”) és az abból készült édes lepényt („málé”, „málés tészta”, „tejesmálé”), sok helyen pedig a puliszkát is. Más magyar vidékeken inkább csak a kukoricamálé kifejezést használják, ami kukoricalepényt jelent. A szó a román mălai („kukoricaliszt”, „kukoricalepény”) átvétele. Ez eredetileg kölest jelentett, majd ahogy a kukorica átvette a köles helyét az étkezésben, módosult a szó jelentése is. A málé, málé szájú kifejezést a bárgyú emberre is használják, ami a máléval teletömött szájú ember arckifejezéséből veszi az eredetét.
A kukorica nővirágzatát, a bibét és a szokatlanul hosszú bibeszálakat, hétköznapi nevein kukoricabajusznak, kukoricahajnak szokták nevezni.
A kukoricamálé vagy puliszka Magyarországon a 20. század első felének inséges ideiben mindennapi ételnek számított, de második világháborút követően ez az ételfajta szinte eltűnt.

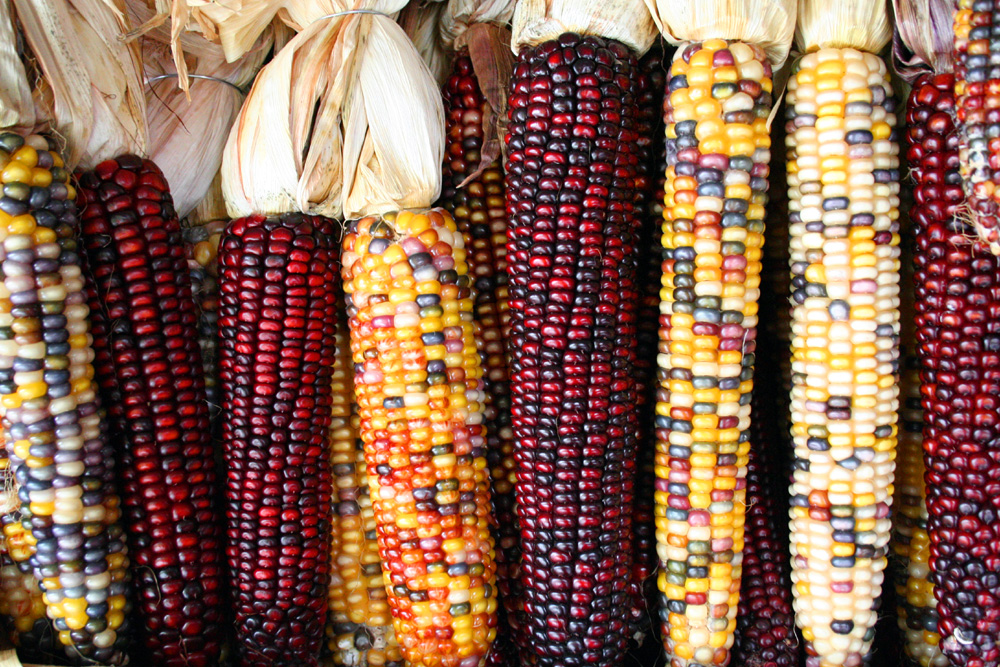
Különleges színezetű kukoricacsövek

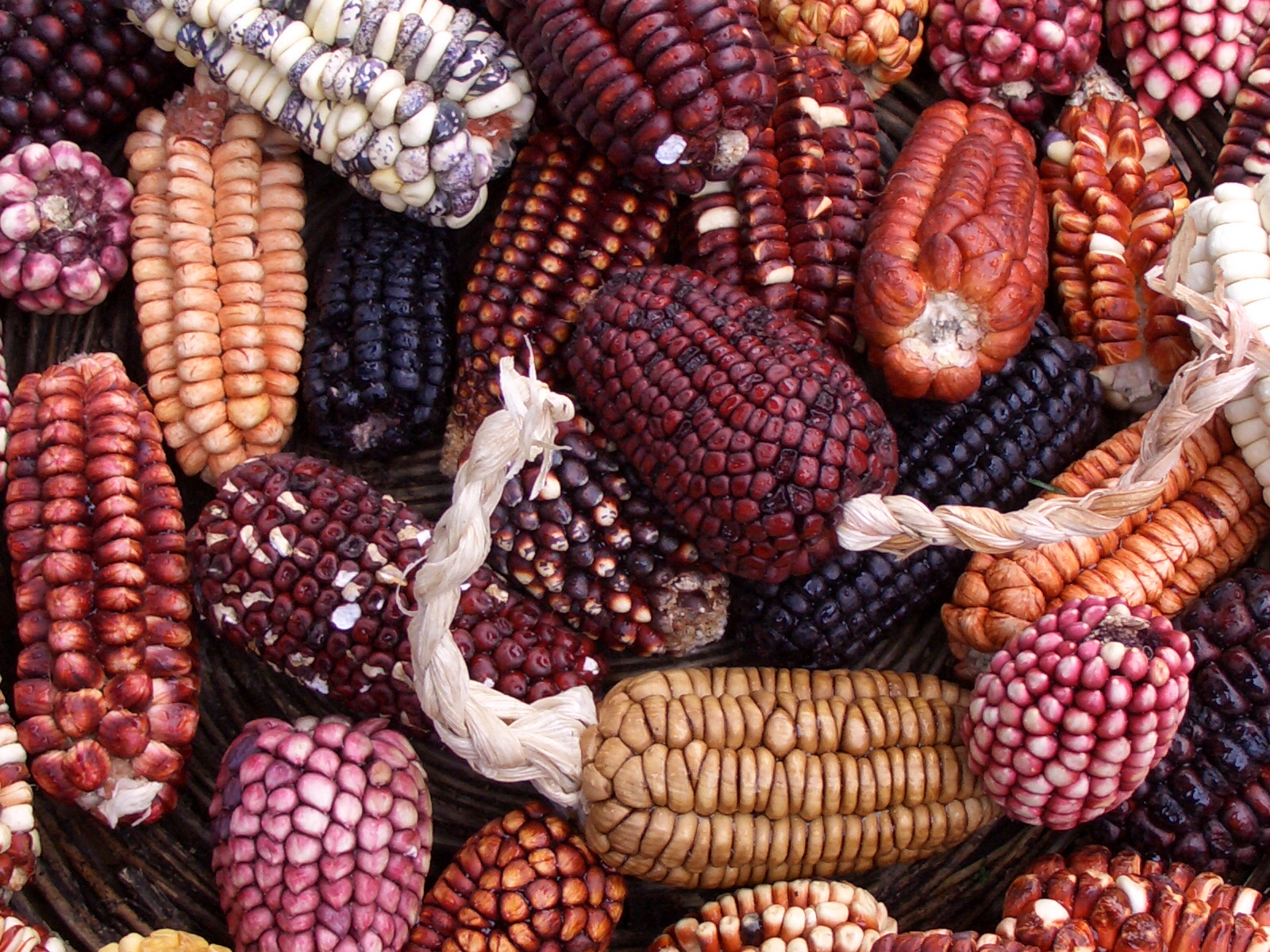
Különleges alakú és színezetű kukoricacsövek Peruból

## Morfológiája
A kukorica genetikai változatossága alaktanában is visszaköszön. A több ezer különböző típusú és fajtájú kukorica között rendkívüli méret-, alak- és színbeli változatosság látható. Változatosságukat jól szemlélteti méretük. Egyes típusai az egy méteres magasságot is alig érik el, míg Közép-Amerikában 12 m magas növényekről is van tudomásunk. A csövek alakjára, méretére, szemek színére és alakjára is számtalan variáció létezik.

### Csíranövény
A kukorica csíranövénye a szemtermésből való kikelés után két irányba növekszik. A függőlegesen lefelé növő gyököcskéből (radicula) csíragyökér alakul ki. Ennek tengelye a csak rövid ideig élő főgyökér, ezzel párhuzamosan elkezdődik a mellékgyökerek kifejlődése a szikközépi szárból, a mesocotylból. A szikközépi szár a szemtermés belsejében ívelten hajlik.
Ellentétes irányú a növekedése a rügyecskéből (pumula) kialakuló csírahajtásnak. A növekedés folytán a talajfelszín felett a hajtáskezdemény felszakítja a rügyhüvelyt, így tűnnek elő az első lomblevelek, melyek már fotoszintézisre alkalmasak, megfelelő mennyiségű táplálékkal látják el a növényt, így megszűnik a csíraállapot.

### Gyökérrendszer
A kukorica gyökérrendszere bojtos mellékgyökérrendszer. A teljes gyökérrendszer optimális körülmények között több mint 2 méter mélyre hatol le, oldalirányban 1-1,5 m növekedésre képes.
Gyökereit elsődleges, illetve járulékos gyökerekre osztjuk az alapján, hogy az adott gyökér kaliptrogén eredetű-e vagy sem. A gyököcskéből kialakuló gyökereket nevezzük elsődleges gyökereknek, a kukorica esetében ez kizárólag a főgyökér, mely a fejlődés korai szakaszában megszűnik működni, így helyét és feladatait a járulékos gyökerek veszik át. A szikközépi szárból eredő gyökerek már korán megkezdik működésüket, tehermentesítve a főgyökeret. A szár földalatti részén lévő szárcsomókból eredő gyökerek nagy jelentőséggel bírnak a növény tápanyag- és vízfelvételében. A járulékos gyökerek harmadik csoportját az ún. harmatgyökerek, vagy támasztógyökerek adják, melyek a szár talajfelszín feletti nóduszaiból erednek, elsődleges szerepük pedig a növények stabilitásának biztosítása, a támasztás, ezenkívül e gyökerek is bekapcsolódnak a víz- és tápanyagfelszívásba.

## A kukorica egyedi jellegei
A kukorica olyan pázsitfűféle, ami négy növénytani jellegzetességgel írható le:
- egynyári;
- kalásztengelye (kukoricacső) kemény és tagolatlan;
- a kalászkák párokban helyezkednek el;
- a szemek a csövön hosszanti sorokba rendeződnek.

A kalászkák kétalakúak, a csövön szemekké, a pollentartó virágokon pedig címerré alakulnak. Fontos jellemzője még az egylakiság.

## Felhasználása
A kukoricát elsősorban állati takarmányként, másodsorban emberi táplálékként használjuk.

### Gyógyhatása
A kukorica bibéje belsőleg elsősorban húgyúti problémákra - hólyaghurut, húgyúti gyulladások, vese eredetű folyadék-visszatartás, vesekő - javasolt. Köszvényre is ajánlott. A kukorica hajszálgyökereit hatásosnak tartják koszorúér-problémák esetén, de ma már ritkán alkalmazzák. Az el nem szappanosítható zsíranyagot ínygyulladás kezelésére tanácsolják. A kozmetikában a kukoricát bőrnyugtató, revitalizáló-, hidratáló- és ránctalanítószerként tartják számon.

## Termesztése
A kukorica az egyik legfontosabb és legelterjedtebb növény a világon. 2021-ben a kukoricát több mint 160 országban termesztették, és az éves termés mennyisége meghaladta az 1,2 milliárd tonnát.
A világ legnagyobb kukorica termelői közé tartozik az Egyesült Államok, Kína, Brazília, Argentína és Ukrajna. Ezek az országok a 2021-es termelésük alapján az első öt helyen álltak. 2021-ben az Egyesült Államok és Kína az éves termés több mint felét (54%) adták a világ kukorica termelésének. 
A kukoricát számos célra termesztik, például élelmiszeripari, takarmányozási, bioüzemanyag, és ipari felhasználásra is alkalmas. A kukorica legnagyobb felhasználása az állattartásban történik, ahol takarmányként használják. Emellett a kukorica sokféle élelmiszeripari termék alapanyaga, például kukoricapehely, kukoricakeményítő, kukoricadara, kukoricakása és kukoricakenyér.
Azonban a kukorica termesztése nem mindenütt van pozitív hatással a környezetre és a társadalomra. A nagyüzemi kukoricatermesztés számos környezeti problémát okozhat, például talajpusztulást és vízszennyezést. Emellett a nagyüzemi kukoricatermesztés a kis gazdálkodókat is hátrányosan érintheti, mivel a nagy multinacionális cégek uralják a piacot és gyakran alacsony áron vásárolják fel a terményt.
Összességében a kukorica a világ egyik legfontosabb és legelterjedtebb növénye, amely számos területen hasznosul. A kukorica termesztése azonban környezeti és társadalmi kihívásokat is jelent, amelyekre megoldásokat kell találni a fenntarthatóbb kukoricatermesztés érdekében.

## Növényvédelme

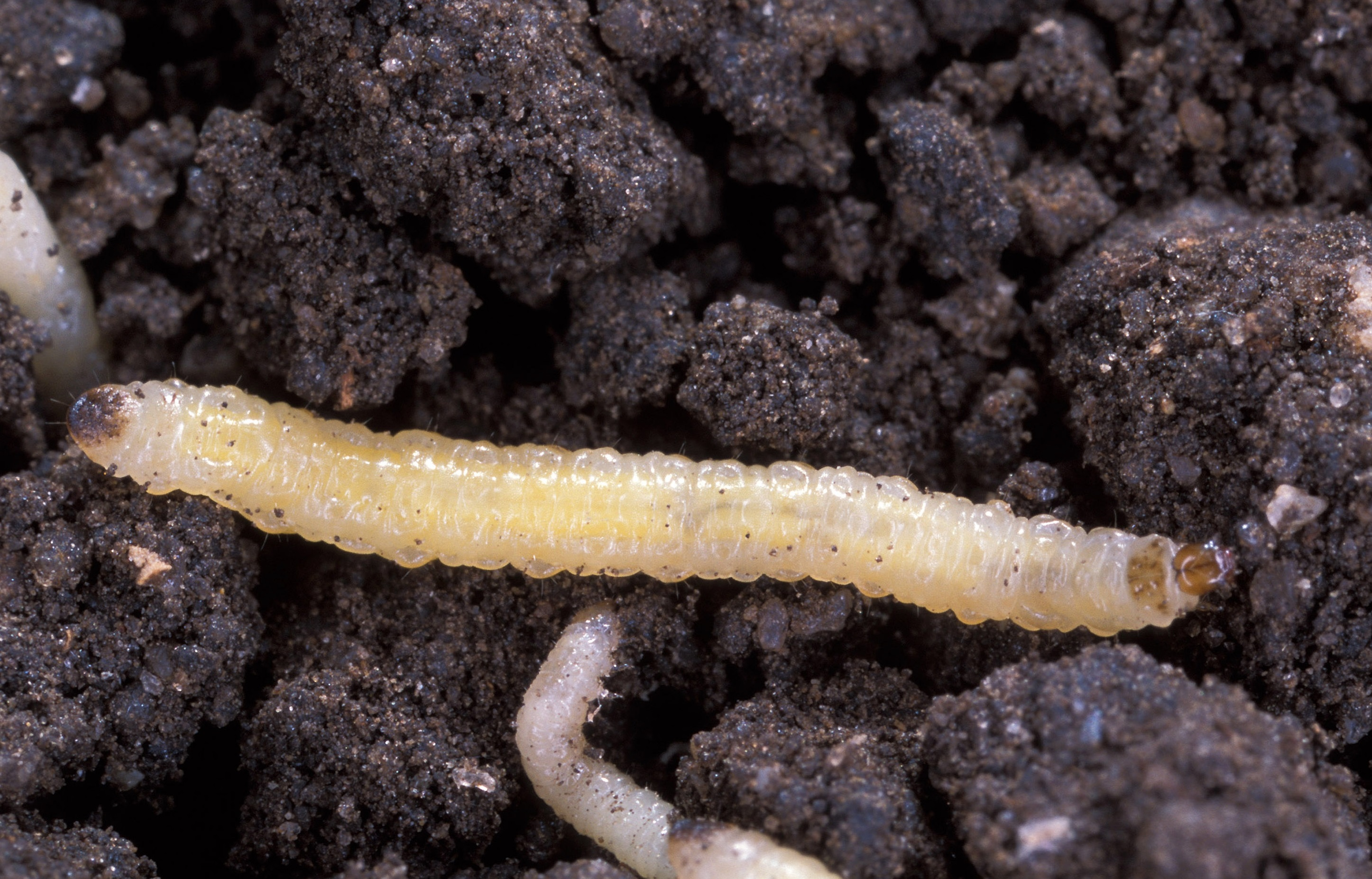
Az amerikai kukoricabogár legnagyobb gondot okozó alakja, a lárva

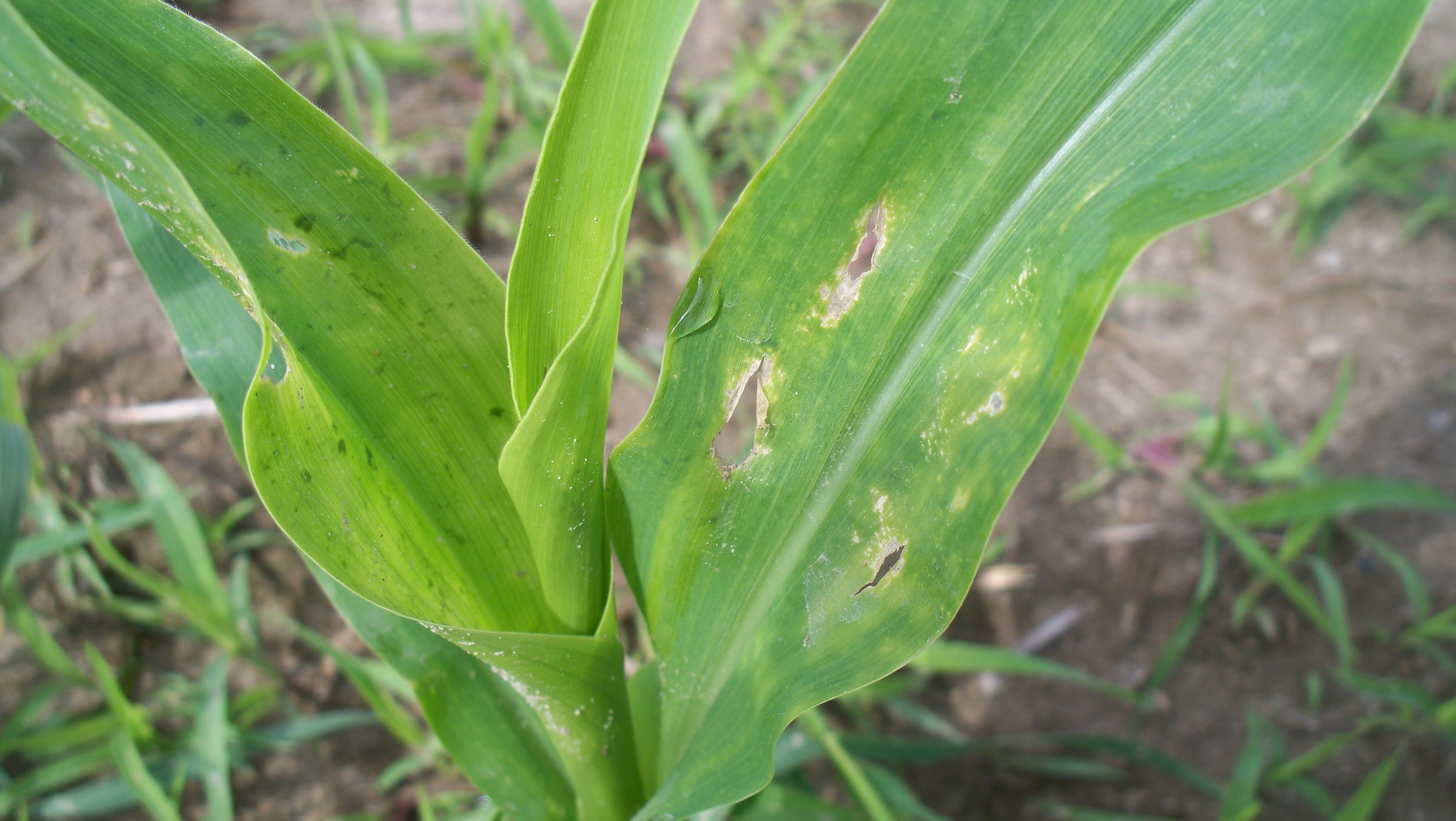
Fritlégy által okozott kártétel

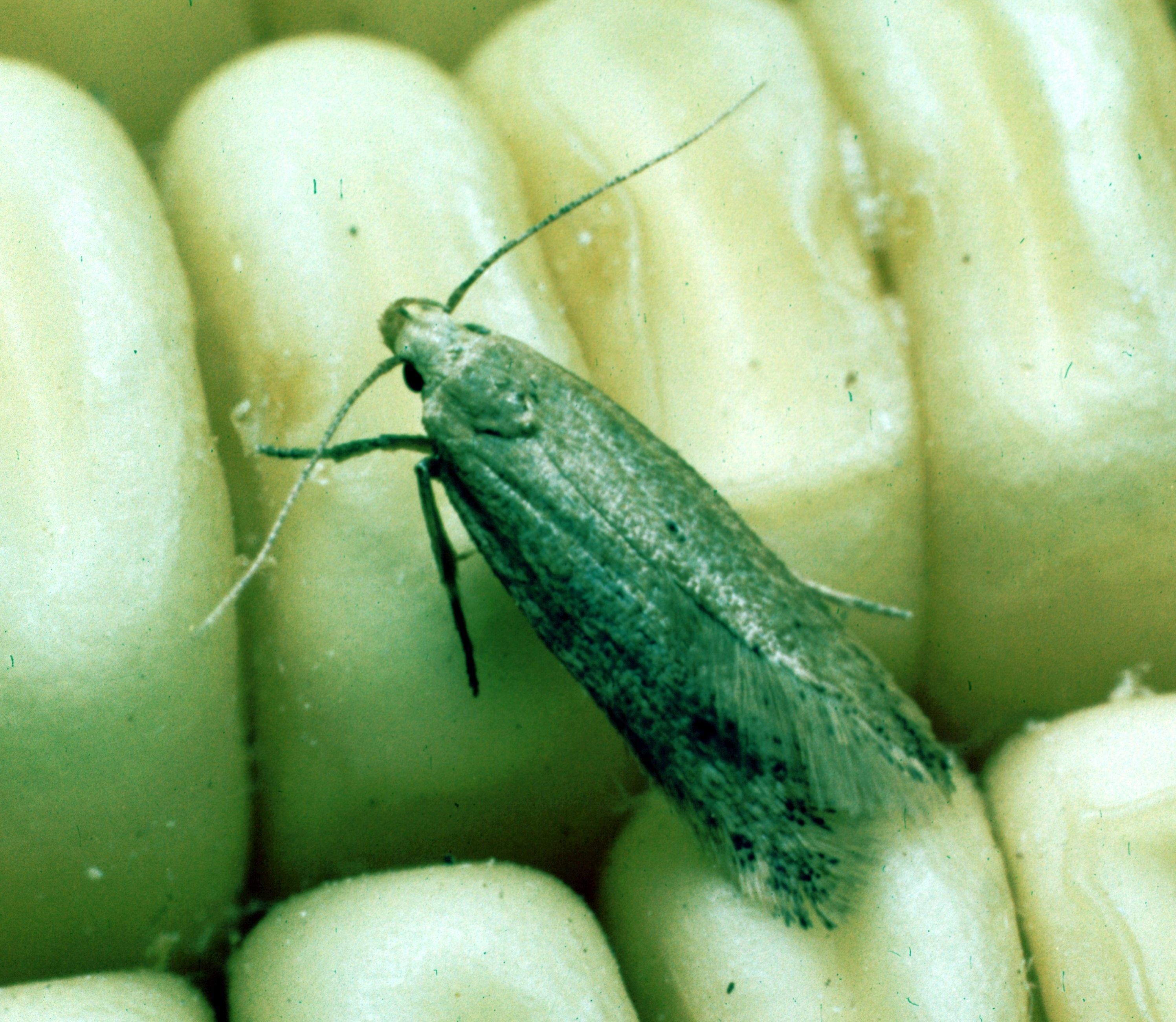
Mezei gabonamoly

### Kártevői
A kukorica kártevőit gyakorlati szempontból érdemes több csoportra osztani. A kártevők táplálkozási preferenciájának alapján két nagy csoportra oszthatjuk őket. Az egyik csoportba a polifág (sok tápnövényű) szántóföldi kártevők tartoznak, melyek szinte válogatás nélkül fogyasztják a legkülönfélébb termesztett és vad növényfajokat. E fajok nagy része a talajszint alatt, vagy annak közelében viszi véghez kártételét. A legfontosabb ilyen fajok:
- vetési bagolylepke (Agrotis segetum)
- gyapottok bagolylepke (Helicoverpa armigera)
- cserebogárformák (elsősorban a májusi cserebogár (Melolontha melolontha)) pajorjai
- pattanóbogár-félék növényevő fajainak lárvái (drótférgek)
- mezei pocok (Microtus arvalis)

A másik csoportba azon fajok tartoznak, melyek többé-kevésbé szűken a kukoricára specializálódtak. Ezek között megkülönböztetünk úgynevezett juvenilis, azaz a kukorica fiatal korában károsító, és vegetációs kártevőket, melyek a növény későbbi életszakaszában okoznak problémát. A juvenilis kártevők rendszerint a teljes vegetációs periódusban jelen vannak, de kártételük a kukorica későbbi életszakaszaiban már nem jelentős.
Fontosabb juvenilis kártevők:
- fritlégy (Oscinella frit)
- kukoricabarkó (Tanymecus dilaticollis)
- muharbolha (Phyllotreta vittula)

Fontosabb vegetációs kártevők:
- amerikai kukoricabogár (Diabrotica virgifera virgifera)
- kukoricamoly (Ostrinia nubilalis)
- kukorica-gyökértetű (Tetraneura ulmi)
- zöld kukorica-levéltetű (Rhopalosiphum maydis)
- zselnicemeggy-levéltetű (Rhopalosiphum padi)
- egyes nagyvadak (gímszarvas, őz, vaddisznó)

A felsoroltakon kívül alkalmi jelleggel, vagy kisebb jelentőségben még számos állatfaj táplálkozik, melyek akár kisebb-nagyobb károkat is okozhatnak. A szemeskukorica tárolása közben számos raktári kártevő is felléphet, melyek ellen sepeciális védekezési eljárások alkalmazása vezethet eredményre. A kukorica legfontosabb raktári kártevői:
- kukoricazsuzsok (Sitophilus zeamais)
- gabonazsuzsok (Sitophilus granarius)
- raktári gabonamoly (Nemapogon granellus)
- mezei gabonamoly (Sitotraga cerealella)
- nagy kenyérbogár (Tenebrioides mauritanicus)

### Betegségei

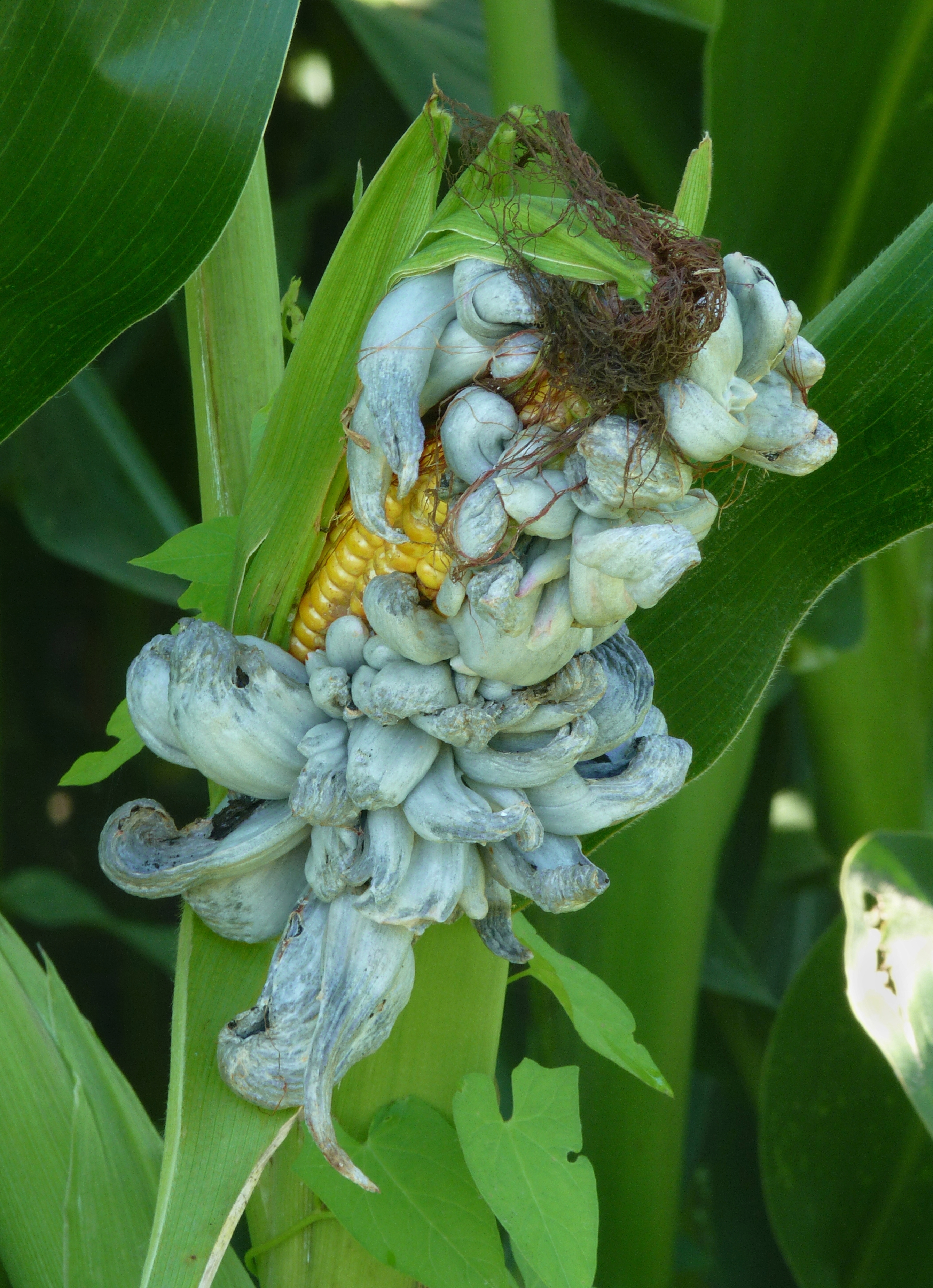
Erőteljes golyvásüszög fertőzés kukoricacsövön

#### Vírusos betegségek
- kukorica csíkos mozaik, kórokozó: maize dwarf mosaic potyvirus
- kukorica klorotikus foltosság, kórokozó: sugarcane mosaic potyvirus

#### Baktériumos betegségek
- baktériumos hervadás, kórokozó: Erwinia stewartii

#### Gombás betegségek
- kukoricaperonoszpóra, kórokozó: Sclerophthora macrospora
- kukoricarozsda, kórokozó: Puccinia sorghi
- golyvásüszög, kórokozó: Ustilago maydis
- rostosüszög, kórokozó: Sorosporium holci-sorghi
- kukorica szürke gyökér- és szárkorhadása, kórokozók: Macrophomina phaseolina, Rhizoctonia bataticola
- diplodiás cső- és szárkorhadás, kórokozók: Diplodia maydis, D. macrospora
- kabatiellás szemfoltosság, kórokozó: Kabatiella zeae
- nigrospórás szárazkorhadás, kórokozó: Nigrospora oryzae
- helmintospóriumos levélfoltosság és száradás, kórokozók: Helminthosporium turcicum, H. carbonum, H. maydis
- kukorica fuzáriózisa, kórokozók: Fusarium graminearum, Gibberella zeae, F. moniliforme, G. fujikuroi, F. culmorum

### Gyomnövényei

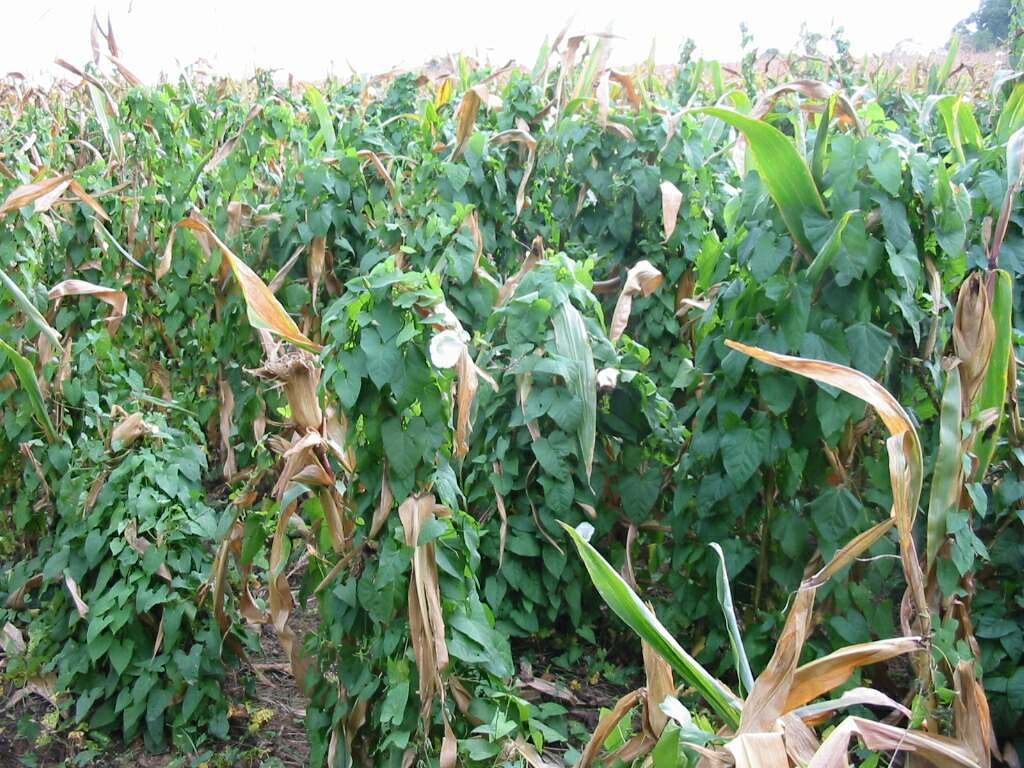
Erős sövényszulák fertőzés kukoricatáblán

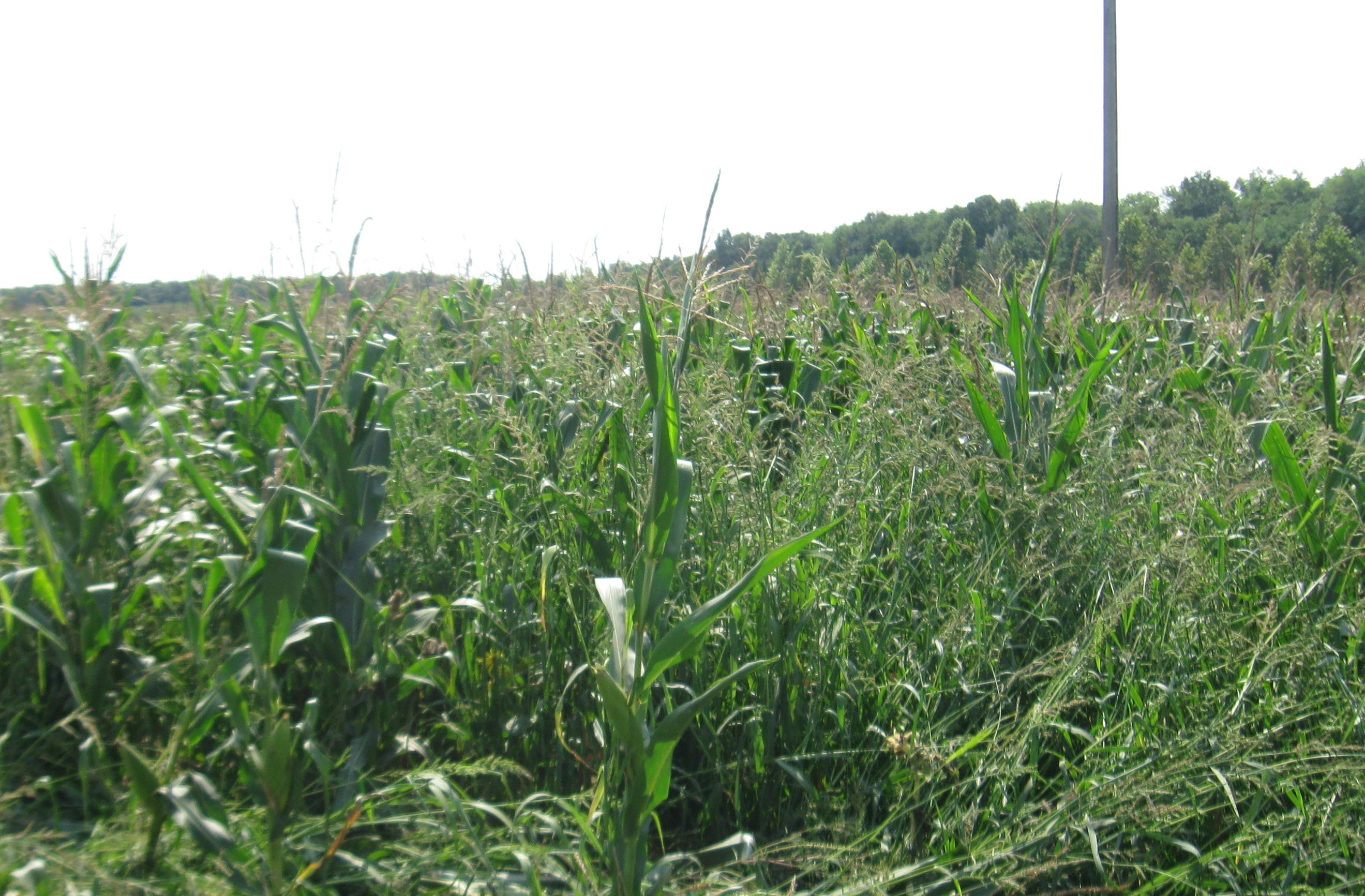
Kakaslábfűvel erősen fertőzött kukoricatábla

A kukoricavetések gyomosodási viszonyaira Magyarország tekintetében kiváló képet adnak az Országos Szántóföldi Gyomfelvételezések. A gyomfelvételezések alkalmával az őszi búza gyomnövényei mellett a kukorica nyáreleji és nyárutói gyomviszonyainak értékelése zajlik. Általánosan elmondható, hogy a kukorica életmódjához illeszkedően legnagyobb túlsúlyban a nyárutói egyéves (T4) gyomnövények jelennek meg a kukoricaföldeken. Figyelemreméltó az ürömlevelű parlagfű (Ambrosia artemisiifolia) terjedése, mely faj 50 év alatt a 18. helyről az 1. helyre küzdötte föl magát a nyárutói gyomnövények borítottságát tekintve.
| A kukorica nyáreleji gyomnövényei fontossági sorrendben | A kukorica nyáreleji gyomnövényei fontossági sorrendben | A kukorica nyáreleji gyomnövényei fontossági sorrendben | A kukorica nyáreleji gyomnövényei fontossági sorrendben | A kukorica nyáreleji gyomnövényei fontossági sorrendben | A kukorica nyáreleji gyomnövényei fontossági sorrendben | A kukorica nyáreleji gyomnövényei fontossági sorrendben |
| Helyezés (2007-08)                                      | Név                                                     | Tudományos név                                          | Helyezés (1996-97)                                      | Helyezés (1987-88)                                      | Helyezés (1969-71)                                      | Helyezés (1947-53)                                      |
| ------------------------------------------------------- | ------------------------------------------------------- | ------------------------------------------------------- | ------------------------------------------------------- | ------------------------------------------------------- | ------------------------------------------------------- | ------------------------------------------------------- |
| 1.                                                      | Közönséges kakaslábfű                                   | Echinochloa crus-galli                                  | 1.                                                      | 1.                                                      | 1.                                                      | 2.                                                      |
| 2.                                                      | Ürömlevelű parlagfű                                     | Ambrosia artemisiifolia                                 | 3.                                                      | 4.                                                      | 10.                                                     | 15.                                                     |
| 3.                                                      | Fehér libatop                                           | Chenopodium album                                       | 4.                                                      | 3.                                                      | 2.                                                      | 4.                                                      |
| 4.                                                      | Szőrös disznóparéj                                      | Amaranthus retroflexus                                  | 2.                                                      | 2.                                                      | 3.                                                      | 11.                                                     |
| 5.                                                      | Fakó muhar                                              | Setaria pumila                                          | 16.                                                     | 7.                                                      | 6.                                                      | 7.                                                      |
| 6.                                                      | Mezei aszat                                             | Cirsium arvense                                         | 5.                                                      | 9.                                                      | 7.                                                      | 5.                                                      |
| 7.                                                      | Termesztett köles                                       | Panicum miliaceum                                       | 12.                                                     | 17.                                                     | 247.                                                    | 23.                                                     |
| 8.                                                      | Csattanó maszlag                                        | Datura stramonium                                       | 7.                                                      | 13.                                                     | 33.                                                     | 74.                                                     |
| 9.                                                      | Karcsú disznóparéj                                      | Amaranthus chlorostachys                                | 8.                                                      | 10.                                                     | 21.                                                     | 109.                                                    |
| 10.                                                     | Apró szulák                                             | Convolvulus arvensis                                    | 6.                                                      | 5.                                                      | 4.                                                      | 1.                                                      |
| 11.                                                     | Fenyércirok                                             | Sorghum halepense                                       | 10.                                                     | 19.                                                     | 90.                                                     | -                                                       |
| 12.                                                     | Tarackbúza                                              | Elymus repens                                           | 9.                                                      | 12.                                                     | 9.                                                      | 12.                                                     |
| 13.                                                     | Napraforgó                                              | Helianthus annuus                                       | 17.                                                     | 21.                                                     | 99.                                                     | -                                                       |
| 14.                                                     | ?                                                       |                                                         |                                                         |                                                         |                                                         |                                                         |
| 15.                                                     | ?                                                       |                                                         |                                                         |                                                         |                                                         |                                                         |
| 16.                                                     | Selyemmályva                                            | Abutilon theophrasti                                    | 22.                                                     | 46.                                                     | -                                                       | 118.                                                    |
| 17.                                                     | Zöld muhar                                              | Setaria viridis                                         | 23.                                                     | 25.                                                     | 14.                                                     | 3.                                                      |
| 18.                                                     | Pirók ujjasmuhar                                        | Digitaria sanguinalis                                   | 26.                                                     | 14.                                                     | 31.                                                     | 29.                                                     |
| 19.                                                     | Csillagpázsit                                           | Cynodon dactylon                                        | 29.                                                     | 32.                                                     | 29.                                                     | 16.                                                     |
| 20.                                                     | Pokolvar libatop                                        | Chenopodium hybridum                                    | 21.                                                     | 26.                                                     | 38.                                                     | 84.                                                     |

## Ökológiai és környezet-egészségügyi vonatkozások
A termesztett kukorica gyökereit pusztító kukoricabogár elleni védekezés egyik útja a Monsanto által nemesített YieldGard (MON 863) nevű hibrid, amely növény maga termeli a kártevője elleni Cry3Bb1 nevű vegyületet. Ezt az eljárást két kritika éri: a kukoricabogarak egyes vélemények szerint egy idő után ellenállóakká válnak a méreggel szemben, másrészt ez a növényfajta sokkal több mérget juttat a környezetébe, mint a permetezéssel védett kukorica.
A Monsanto NK603 nevű hibridjével kapcsolatban az a kritika fogalmazódott meg, hogy egy kísérletben az ezt fogyasztó patkányok között gyakoribbá vált a rák előfordulása.
Minden monokultúrában termesztett növény fokozottan kitett a fertőzéseknek, így csak intenzíven, sok energia és növényvédő szer bevitelével védhető. Ennek alternatívája lehet a haszonnövényekből, természeteshez közeli növénytársulásokat kialakító permakultúra.

## Szakkönyvek a kukoricáról
- Berzsenyi-Janosits László - Gonda Béla - Nádudvari Sándor - Virágh István. A kukorica termesztése. Budapest: Mezőgazdasági Kiadó (1956)
- A. Sz. Sevcsenko. A kukorica – A kukoricatermesztés nemzetközi tapasztalataiból. Budapest: Mezőgazdasági Könyv- és Folyóiratkiadó Vállalat (1960)
- Sz. Sz. Andrejenko - F. M. Kuperman. A kukorica élettana – A fejlődés, növekedés, fotoszintézis, ásványos táplálkozás és vízgazdálkodás élettanának vázlata. Budapest: Mezőgazdasági Kiadó (1961)
- Daniel Lajos. A csemege- és a pattogatni való kukorica termesztése. Budapest: Mezőgazdasági Kiadó (1978). ISBN 9632303881
- Menyhért Zoltán (szerk.). Kukoricáról a termelőknek. Budapest: Mezőgazdasági Könyvkiadó Vállalat (1979). ISBN 963-230-403-9
- Dr. Bánházi Gyula (szerk.). A kukorica betakarítása és feldolgozása. Budapest: Mezőgazdasági Kiadó (1981). ISBN 9632310748
- Dr. Józsa László. Kukoricatermesztés szilázsnak. Budapest: Mezőgazdasági Kiadó (1981). ISBN 963-231-083-7
- Dr. Duduk Vendel - Dr. Dósa Jenő. A nagy víztartalmú kukorica energiatakarékos tárolása. Budapest: Mezőgazdasági Kiadó (1984)
- Dr. Menyhért Zoltán- Lakatos Csaba - Dr. Ángyán József (szerk.). Agroökológiai hatások a kukoricatermesztésben – Az agroökológiai körzetek és a területi fejlesztés. Gödöllő-Szekszárd: GATE-KSZE (1987). ISBN 963-222-014-5
- Dr. Győri Zoltán - Győriné Dr. Mile Irma. A kukorica minősége és feldolgozása. Budapest: Szaktudás Kiadó Ház (2002). ISBN 963-9422-38-X
- Nagy János. Kukoricatermesztés – Élelmiszer - bioenergia - takarmány. Budapest: Akadémiai Kiadó (2007). ISBN 9789630583299
- Győri Zoltán - Győriné Mile Irma. A búza és kukorica minősége és feldolgozása. Budapest: Szaktudás Kiadó Ház (2011). ISBN 9789639935730

## Érdekesség
A horvát 1 lipáson és az 1983-as 5 forintos emlékvereten is egy kukoricacső képe látható.

## A kultúrában
- Arany János: Tengerihántás
- Petőfi Sándor: János vitéz (Kukorica Jancsi)
- Hollósy Simon: Tengerihántás (1885)